# Smiley

Lo smiley ha avuto molte incarnazioni nel corso degli anni, ma ha sempre mantenuto le stesse caratteristiche principali.

Lo smiley (termine inglese, pronuncia italiana "smàili") o smile (lett. "sorriso") è una rappresentazione stilizzata di un volto umano che sorride, generalmente rappresentato da un cerchio giallo con due punti che fungono da occhi e un semicerchio che funge da bocca. I termini smiley o smile vengono talvolta utilizzati come termini generici per indicare qualsiasi tipo di emoticon.

## Origini
I primi veri esempi noti del simbolo vengono attribuiti a Harvey Ball, che inventò la faccia nel 1963 per una compagnia di assicurazioni di Worcester, negli Stati Uniti d'America, la State Mutual Life Assurance. Ball non cercò mai di usare, promuovere o di registrare come marchio l'immagine; essa finì così nel pubblico dominio negli Stati Uniti prima che potesse essere registrato. In questo modo, Ball non fece mai alcun profitto per l'immagine iconica che aveva presumibilmente creato per un prezzo iniziale di $45.
Anche David Stern della David Stern Inc., un'agenzia pubblicitaria con base a Seattle ha dichiarato di aver inventato lo smiley. Stern secondo resoconti sviluppò la sua versione nel 1967 come parte di una campagna pubblicitaria per la Washington Mutual, ma mai pensò di registrarla.

## Nota legale
Smiley è un marchio registrato nel 1971 da Franklin Loufrani, proprietario di Smileyworld Ltd. Il nome e il logo Smiley sono registrati e utilizzati in più di 100 paesi per 25 classi di prodotti e servizi.
Nel 2006 Wal-Mart ha tentato di registrare lo smiley negli USA, entrando in un conflitto legale con Franklin Loufrani e SmileyWorld per la questione. Il tentativo di Wal-Mart di registrare l'icona è comunque fallito.

## Divulgazione

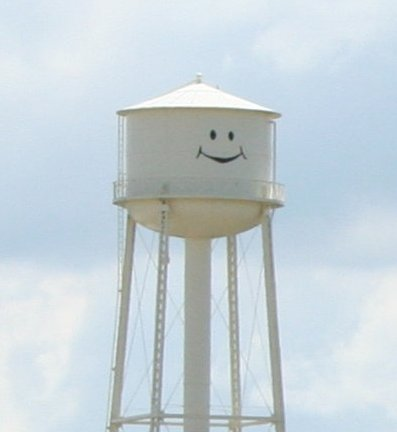
Una faccina sorridente adorna il lato nord della torre antincendio di Hammond in Illinois.

L'icona venne popolarizzata nei primi anni ottanta da due fratelli, Murray e Bernard Spain, che la impiegarono in una campagna per vendere oggetti da bigiotteria. I due produssero bottoni, tazze per il caffè, t-shirt, etichette adesive e molti altri oggetti decorati con il simbolo e la frase "Have a happy day" ("Passa una bella giornata").
Gli utilizzi del simbolo o di sue varianti sono innumerevoli.

## Utilizzo in Internet
Lo smiley è diventato un fondamentale nella cultura di Internet, attraverso il formato GIF (es. ) e altre rappresentazioni grafiche, al pari dell'onnipresente emoticon creata con i soli caratteri della tastiera, " :) ".
Lo smiley è stato usato per la versione stampabile dei caratteri 1 e 2 (uno "nero", l'altro "bianco") nel set di caratteri default dei PC IBM e delle successive macchine compatibili, sebbene i caratteri tipografici odierni per le interfacce grafiche spesso non includano questi caratteri.
| I seguenti caratteri Unicode sono degli smiley: | I seguenti caratteri Unicode sono degli smiley: | ☺ | 0x263a | Faccia Bianca Sorridente | ☻ | 0x263b | Faccia Nera Sorridente |

Gli smiley e le emoticon vengono spesso utilizzati nei forum in Internet. Nonostante essi siano solo destinati a essere una caratteristica extra, alcuni utenti spesso rispondono alle discussioni con un singolo smiley, cosa che è spesso considerata spam in molti forum. Tuttavia, l'uso degli smiley, può talora distinguere un messaggio flame da uno scherzoso. Ad esempio, "Sei un po' lento, non è vero? :)" è meno interpretabile come insulto di quanto non lo sia senza lo smiley.
Sono state create molte rappresentazioni in caratteri ASCII di faccine sorridenti. Alcune rappresentano anche espressioni non sorridenti, o altre tipologie. Sono divise in due gruppi: quelle che devono essere viste di lato e quelle che devono essere viste in verticale.
Gli smiley di testo, :-) per indicare che si sta scherzando e :-( per contrassegnare uno stato d'animo non proprio allegro, furono inventati il 19 settembre 1982 da Scott Fahlman, professore del Dipartimento di Scienze Informatiche alla Carnegie Mellon University. Il suo messaggio originale, dove suggeriva l'utilizzo degli smiley, venne recuperato il 10 settembre 2002 da Jeff Baird da una cassetta di backup dell'ottobre 1982 come prova per dimostrare il fatto.
Anche gli smiley al contrario (-: hanno raggiunto una certa popolarità; oggi costituiscono un modo di evitare che gli smiley testuali vengano convertiti in rappresentazioni grafiche in alcuni programmi come quelli di messaggistica istantanea.